# 維也納證券交易所

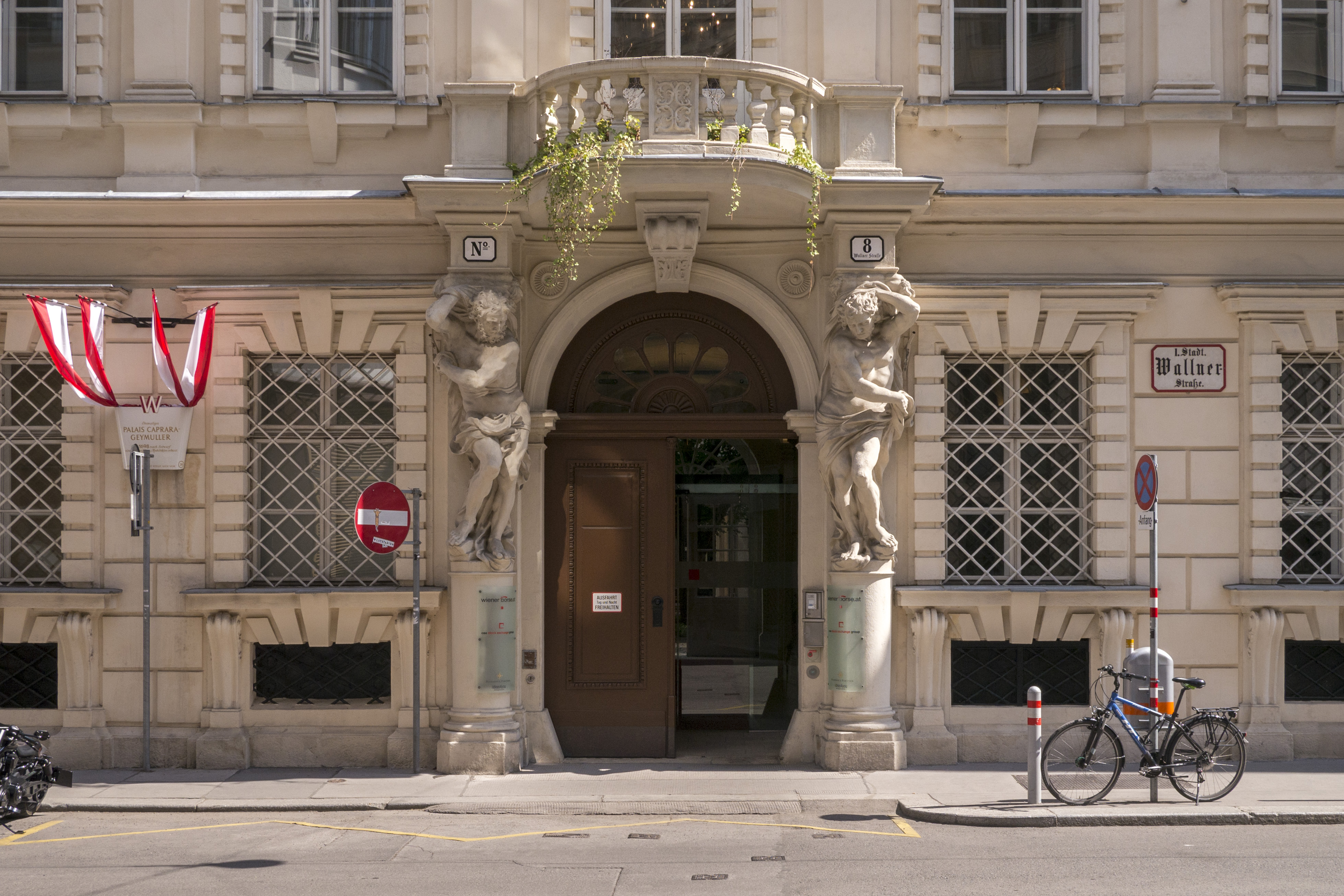
維也納證券交易所

維也納證券交易所（Wiener Börse AG）是奧地利唯一的證券交易所，也是東歐和東南歐最發達的證券交易所之一。

## 历史
維也納證券交易所是世界歷史最悠久的證券交易所之一，創立於1771年。現在除了證券業務之外，維也納交易所也有展開能源交易等業務。維也納交易所具代表性的股指是奧地利貿易指數（Austrian Traded Index，ATX）。

## 外部連結
- 官方网站
- Information of Vienna Stock Exchange
- Webpage of CEE Stock Exchange Group
- Vienna Stock Exchange Market Date （页面存档备份，存于）